# Postępowanie upadłościowe
Postępowanie upadłościowe – procedura regulująca zasady wspólnego dochodzenia roszczeń wierzycieli od niewypłacalnych dłużników będących przedsiębiorcami oraz skutki ogłoszenia upadłości. Postępowanie upadłościowe zostało uregulowane ustawą z 28 lutego 2003 – Prawo upadłościowe (Dz.U. z 2025 r. poz. 614).
Naczelną zasadą postępowania upadłościowego jest prowadzenie go w taki sposób, aby roszczenia wierzycieli mogły zostać zaspokojone w jak najwyższym stopniu, a jeśli racjonalne względy na to pozwolą – dotychczasowe przedsiębiorstwo dłużnika zostało zachowane. W postępowaniu upadłościowym interes grupowy wierzycieli dominuje nad ich interesami indywidualnymi, co przejawia się między innymi w obowiązywaniu zakazu wszczynania i prowadzenia postępowań egzekucyjnych z masy upadłości, a także w systemie kolektywnego podejmowania decyzji przez wierzycieli (głosowanie na zgromadzeniu wierzycieli, funkcjonowanie rady wierzycieli).

## Funkcje postępowania upadłościowego
Wyróżnia się następujące funkcje postępowania upadłościowego:
- funkcja windykacyjna – postępowanie ma na celu zaspokojenie wierzycieli niewypłacalnego dłużnika;
- funkcja wychowawcza – stosowanie przepisów prawa upadłościowego ma kształtować i krzewić postawę "rzetelnego przedsiębiorcy";
- funkcja profilaktyczna – postępowanie upadłościowe ma zmierzać do zapobieżenia kolejnym upadłościom, do których mogłoby dojść wskutek efektu domina;
- funkcja sanacyjna – w postępowaniu upadłościowym z możliwością zawarcia układu restrukturyzacja zobowiązań upadłego ma na celu uzdrowienie sytuacji jego przedsiębiorstwa;
- funkcja oddłużeniowa – w szczególnych wypadkach sąd upadłościowy może umorzyć w całości lub w części zobowiązania upadłego niezaspokojone w postępowaniu upadłościowym[2].

## Zdolność upadłościowa
Upadłość można ogłosić w stosunku do podmiotu posiadającego zdolność upadłościową. Co do zasady zdolność upadłościową posiadają przedsiębiorcy w rozumieniu Kodeksu cywilnego, czyli osoby fizyczne, osoby prawne albo jednostki organizacyjne nieposiadające osobowości prawnej, którym odrębna ustawa przyznaje zdolność prawną, prowadzące we własnym imieniu działalność gospodarczą lub zawodową. Ustawa precyzuje dokładnie katalog podmiotów posiadających zdolność upadłościową.

## Podmioty postępowania upadłościowego
Wśród podmiotów postępowania można wyróżnić organy postępowania upadłościowego oraz uczestników postępowania upadłościowego. Organami postępowania upadłościowego są: sąd upadłościowy, sędzia-komisarz, syndyk, nadzorca sądowy oraz zarządca. Uczestnikami postępowania upadłościowego są: dłużnik i podmiot, który zgłosił wniosek o ogłoszenie upadłości (w postępowaniu w przedmiocie ogłoszenia upadłości), upadły (we właściwym postępowaniu upadłościowym) wierzyciel oraz organy wierzycieli: zgromadzenie wierzycieli i rada wierzycieli. Ponadto w postępowaniu upadłościowym w określonych ustawą wypadkach uczestniczyć mogą: komornik sądowy, notariusz lub biegły sądowy.

## Rodzaje postępowania upadłościowego
W Polskim systemie prawnym rozróżnia się dwa podstawowe rodzaje postępowania upadłościowego:
- upadłość obejmująca likwidację majątku upadłego;
- upadłość z możliwością zawarcia układu.

Postępowanie upadłościowe obejmujące likwidację majątku polega na zbyciu majątku upadłego wchodzącego w skład masy upadłości i zaspokojeniu wierzycieli z uzyskanych w ten sposób funduszy. Upadły jest pozbawiony prawa zarządu i dysponowania swoim majątkiem – musi go wskazać i wydać syndykowi. Syndyk dokonuje likwidacji masy upadłości przez sprzedaż jej składników w postaci przedsiębiorstwa, ruchomości bądź nieruchomości, przez ściągnięcie wierzytelności od dłużników upadłego i wykonanie albo zbycie innych praw majątkowych wchodzących w skład masy upadłości. Uzyskane w ten sposób fundusze masy upadłości są dzielone między wierzycieli na podstawie planu podziału. Kolejność i wysokość zaspokojenia wierzycieli określa ustawa. Po dokonaniu wszystkich tych czynności sąd upadłościowy stwierdza zakończenie postępowania upadłościowego, a upadły odzyskuje prawo do dysponowania majątkiem.
Postępowanie upadłościowe z możliwością zawarcia układu prowadzi się, gdy wierzyciele są zainteresowani w utrzymaniu przedsiębiorstwa upadłego, którego funkcjonowanie stwarza możliwość zaspokojenia choćby części ich wierzytelności. Masą upadłości zarządza co do zasady upadły pod nadzorem nadzorcy sądowego. Przedsiębiorstwo upadłego nadal funkcjonuje. Upadły, wierzyciel bądź nadzorca sądowy w odpowiednich terminach zgłaszają propozycje układowe, określające sposób restrukturyzacji zobowiązań upadłego powstałych przed dniem ogłoszenia upadłości. Restrukturyzacja może polegać między innymi na odroczeniu płatności zobowiązań, zmniejszeniu sumy długów czy rozłożeniu ich na raty. Wierzyciele uwzględnieni na liście wierzytelności głosują nad układem. Zawarcie układu zatwierdza sąd w drodze postanowienia. Układ może zostać zmieniony bądź uchylony w zależności od sytuacji i postępowania upadłego. Jeżeli układ zostanie wykonany, sąd stwierdza ten fakt postanowieniem, a upadły odzyskuje prawo do dysponowania majątkiem.
Po ogłoszeniu upadłości sąd upadłościowy może zmienić tryb postępowania upadłościowego pod warunkiem zaistnienia odpowiednich przesłanek.

## Podstawy ogłoszenia upadłości
Upadłość ogłasza się w stosunku do dłużnika, który stał się niewypłacalny. Dłużnika uważa się za niewypłacalnego, jeżeli nie wykonuje swoich wymagalnych zobowiązań pieniężnych. Dłużnika będącego osobą prawną albo jednostką organizacyjną nieposiadającą osobowości prawnej, której odrębna ustawa przyznaje zdolność prawną, uważa się za niewypłacalnego także wtedy, gdy jego zobowiązania przekroczą wartość jego majątku, nawet wówczas, gdy na bieżąco te zobowiązania wykonuje.
Sąd ogłasza upadłość z możliwością zawarcia układu, jeżeli zostanie uprawdopodobnione, że w drodze układu wierzyciele zostaną zaspokojeni w wyższym stopniu, niż zostaliby zaspokojeni po przeprowadzeniu postępowania upadłościowego obejmującego likwidację majątku dłużnika. W przeciwnym wypadku sąd ogłasza upadłość obejmującą likwidację majątku dłużnika.
Sąd oddala wniosek o ogłoszenie upadłości, jeżeli majątek niewypłacalnego dłużnika nie wystarcza na zaspokojenie kosztów postępowania.
Sąd może oddalić wniosek o ogłoszenie upadłości, gdy majątek dłużnika jest obciążony hipoteką, zastawem, zastawem rejestrowym, zastawem skarbowym lub hipoteką morską w takim stopniu, że pozostały jego majątek nie wystarcza na zaspokojenie kosztów postępowania.
Ponadto sąd może oddalić wniosek o ogłoszenie upadłości, jeżeli opóźnienie w wykonaniu zobowiązań nie przekracza trzech miesięcy, a suma niewykonanych zobowiązań nie przekracza 10% wartości bilansowej przedsiębiorstwa dłużnika.

## Postępowanie w przedmiocie ogłoszenia upadłości

### Wniosek o ogłoszenie upadłości
Wniosek o ogłoszenie upadłości może zgłosić dłużnik lub każdy z jego wierzycieli. W przypadku dłużnika zgłoszenie wniosku jest obowiązkowe w terminie 30 dni, w którym wystąpiła podstawa do ogłoszenia upadłości.
Wniosek może również zgłosić:
- w stosunku do spółki jawnej, spółki partnerskiej, spółki komandytowej oraz spółki komandytowo-akcyjnej – każdy ze wspólników odpowiadających bez ograniczenia za zobowiązania spółki;
- w stosunku do osób prawnych oraz jednostek organizacyjnych nieposiadających osobowości prawnej, którym odrębna ustawa przyznaje zdolność prawną – każdy, kto ma prawo je reprezentować sam lub łącznie z innymi osobami;
- w stosunku do przedsiębiorstwa państwowego – także organ założycielski;
- w stosunku do jednoosobowej spółki Skarbu Państwa – także pełnomocnik Rządu, państwowa osoba prawna, organ lub inna jednostka uprawniona do wykonywania praw z akcji lub udziałów należących do Skarbu Państwa;
- w stosunku do osoby prawnej, spółki jawnej, spółki partnerskiej oraz spółki komandytowej i komandytowo-akcyjnej, będących w stanie likwidacji - każdy z likwidatorów;
- w stosunku do osoby prawnej wpisanej do Krajowego Rejestru Sądowego - kurator ustanowiony na podstawie art. 42 § 1 Kodeksu cywilnego;
- w stosunku do dłużnika, któremu została udzielona pomoc publiczna o wartości przekraczającej 100 000 euro - organ udzielający pomocy;
- w stosunku do dłużnika, wobec którego prowadzona jest egzekucja przez zarząd przymusowy albo przez sprzedaż przedsiębiorstwa, na podstawie Kodeksu postępowania cywilnego - zarządca ustanowiony w tym postępowaniu.

Sąd rozpoznaje sprawę na posiedzeniu niejawnym (możliwe jest przeprowadzenie rozprawy, co jednak nie jest wskazane ze względu na potrzebę szybkości postępowania). Sąd może korzystać z pomocy biegłych przy ustalaniu stanu majątkowego oraz w razie potrzeby wysłuchać dłużnika oraz wierzyciela będącego wnioskodawcą.
W przedmiocie ogłoszenia upadłości sąd rozstrzyga w drodze postanowienia (postanowienie w sprawie ogłoszenia upadłości sąd wydaje w terminie dwóch miesięcy od daty złożenia wniosku – przy czym jest to tylko termin instrukcyjny, więc uczestnikom postępowania nie przysługują z tego tytułu roszczenia). W innych kwestiach sąd wydaje zarządzenia, są to sprawy najczęściej o charakterze proceduralnym gdy postanowienia dotyczą istoty sprawy.

### Postępowanie zabezpieczające
Po złożeniu wniosku o ogłoszenie upadłości przez dłużnika sąd z urzędu dokonuje zabezpieczenia jego majątku. Zabezpieczenie majątku dłużnika może nastąpić przez ustanowienie tymczasowego nadzorcy sądowego bądź w inny sposób przewidziany prawem (w szczególności przez ustanowienie zarządu przymusowego majątkiem dłużnika). W przypadku gdy wniosek o ogłoszenie upadłości zgłosił podmiot inny niż dłużnik, zabezpieczenie może zostać ustanowione jedynie na wyraźne żądanie wnioskodawcy. Po ogłoszeniu upadłości zabezpieczenia w postaci ustanowienia tymczasowego nadzorcy sądowego albo zarządu przymusowego upadają z chwilą objęcia majątku upadłego dłużnika w zarząd przez syndyka albo zarządcę albo objęcia nadzoru przez nadzorcę sądowego. Inne zabezpieczenia zastosowane przez sąd po złożeniu wniosku o ogłoszenie upadłości upadają z dniem ogłoszenia upadłości.

### Wstępne zgromadzenie wierzycieli
Sąd zwołuje wstępne zgromadzenie wierzycieli, jeżeli istnieją podstawy do ogłoszenia upadłości, chyba że oczywiste jest, że dalsze postępowanie może być prowadzone tylko w celu likwidacji majątku upadłego. Nie zwołuje się wstępnego zgromadzenia wierzycieli, jeżeli z okoliczności sprawy wynika, że jego przeprowadzenie pociągałoby za sobą nadmierne koszty, jak również gdy suma spornych wierzytelności przekracza 15% ogólnej sumy wierzytelności.
Instytucja wstępnego zgromadzenia wierzycieli istnieje w celu zebrania opinii wierzycieli co do kierunku prowadzenia postępowania upadłościowego, a także kandydatów na syndyka, nadzorcy sądowego lub zarządcy, gdy liczba wierzycieli nie jest znaczna. Na wstępnym zgromadzeniu wierzycieli może także dojść do zawarcia układu.
We wstępnym zgromadzeniu wierzycieli mają prawo uczestniczyć dłużnik, tymczasowy nadzorca sądowy albo zarządca ustanowieni w postępowaniu zabezpieczającym oraz wierzyciele, których wierzytelności stwierdzone są tytułami egzekucyjnymi.

## Postanowienie o ogłoszeniu upadłości
Jeżeli istnieją przesłanki upadłości, sąd, uwzględniając wniosek o ogłoszenie upadłości, wydaje postanowienie o ogłoszeniu upadłości. O spełnieniu przesłanek upadłości decyduje stan rzeczy z chwili orzekania.
Postanowienie o ogłoszeniu upadłości podlega zaskarżeniu i dlatego powinno być uzasadnione z urzędu.
Kwestia podstaw ogłoszenia upadłości jest przedmiotem badania przez sąd z urzędu. Dlatego też sąd może zarządzić nie tylko wysłuchanie, ale także przeprowadzić dochodzenie, a także może przeprowadzić postępowania dowodowe w celu ustalenia, czy stwierdzone okoliczności uzasadniają wniosek.
W postanowieniu uwzględniającym wniosek o ogłoszenie upadłości należy zamieścić następujące dane:
- dokładne określenie dłużnika;
- określenie sposobu prowadzenia postępowania, czyli określenie ogłoszenia upadłości z możliwością zawarcia układu, czy też ogłoszenia upadłości obejmującej likwidację majątku dłużnika;
- przy ogłoszeniu upadłości z możliwością zawarcia układu określa się także czy i w jakim zakresie upadły będzie sprawował zarząd swoim majątkiem; zarządcę powołuje się w razie ogłoszenia upadłości z możliwością zawarcia układu, gdy odebrano zarząd majątkiem upadłemu (zarząd przymusowy); zarządcę ustanawia się także, gdy ustanowiono nad częścią majątku zarząd własny upadłego;
- wezwanie wierzycieli upadłego, aby zgłosili swe wierzytelności w wyznaczonym terminie, nie krótszym niż miesiąc i nie dłuższym niż trzy miesiące;
- wezwanie osób, którym przysługują prawa oraz prawa i roszczenia osobiste ciążące na nieruchomości a nieujawnione w księdze wieczystej, do ich zgłoszenia w wyznaczonym terminie nie krótszym niż miesiąc i nie dłuższym niż trzy miesiące, pod rygorem utraty prawa powoływania się na nie w postępowaniu upadłościowym;
- wyznaczenie sędziego-komisarza oraz syndyka albo nadzorcę sądowego, albo zarządcę;
- oznaczenie godziny wydania postanowienia, jeżeli upadły jest uczestnikiem systemu płatności lub systemu rozrachunku papierów wartościowych w rozumieniu ustawy z dnia 24 sierpnia 2001 r. o ostateczności rozrachunku w systemach płatności i systemach rozrachunku papierów wartościowych oraz zasadach nadzoru nad tymi systemami.

Postanowienie o ogłoszeniu upadłości jest skuteczne i wykonalne z dniem jego wydania, chyba że przepis szczególny stanowi inaczej (sędzia-komisarz może wstrzymać likwidację masy upadłości do czasu uprawomocnienia się postanowienia o ogłoszeniu upadłości albo rozpoznania wniosku o zmianę postanowienia o ogłoszeniu upadłości obejmującej likwidację majątku upadłego na postanowienie o ogłoszeniu upadłości z możliwością zawarcia układu).
Na postanowienie o ogłoszeniu upadłości zażalenie przysługuje wyłącznie upadłemu, a na postanowienie oddalające wniosek o ogłoszenie upadłości – wyłącznie wnioskodawcy.
Sąd drugiej instancji nie może orzec o ogłoszeniu upadłości.

## Skutki ogłoszenia upadłości

### Skutki ogłoszenia upadłości co do osoby upadłego
Jeżeli ogłoszono upadłość obejmującą likwidację majątku upadłego, upadły jest obowiązany wskazać i wydać syndykowi cały swój majątek, a także wydać wszystkie dokumenty dotyczące jego działalności, majątku oraz rozliczeń, w szczególności księgi rachunkowe, inne ewidencje prowadzone dla celów podatkowych i korespondencję. Wykonanie tego obowiązku upadły potwierdza w formie oświadczenia na piśmie, które składa sędziemu-komisarzowi.
Upadły jest obowiązany udzielać sędziemu-komisarzowi i syndykowi wszelkich potrzebnych wyjaśnień dotyczących swojego majątku.
Sędzia-komisarz może postanowić, aby upadły będący osobą fizyczną nie opuszczał terytorium Rzeczypospolitej Polskiej bez jego zezwolenia.
Jeżeli upadły ukrywa się lub ukrywa swój majątek w sprawie, w której wydano postanowienie o ogłoszeniu upadłości obejmującej likwidację jego majątku, sędzia-komisarz może zastosować wobec upadłego środki przymusu określone w Kodeksie postępowania cywilnego dla egzekucji świadczeń niepieniężnych.

### Skutki ogłoszenia upadłości co do majątku upadłego
Z dniem ogłoszenia upadłości cały majątek upadłego wchodzi do masy upadłości, która stanowi podstawę zaspokojenia wierzycieli. Masa upadłości obejmuje zarówno składniki majątkowe należące do upadłego w chwili ogłoszenia upadłości, jak i składniki nabyte przez niego w toku postępowania upadłościowego, z wyjątkiem mienia wyłączonego z niej na mocy przepisów szczególnych.

### Skutki ogłoszenia upadłości co do zobowiązań upadłego
Nieważne są postanowienia umowy zastrzegające na wypadek ogłoszenia upadłości zmianę lub rozwiązanie stosunku prawnego, którego stroną jest upadły.
Po ogłoszeniu upadłości zmiana lub wygaśnięcie stosunku prawnego, którego stroną jest upadły, są możliwe tylko według przepisów ustawy, a czynność prawna dokonana z naruszeniem ustawy jest bezskuteczna wobec masy upadłości, nawet jeżeli umowa stron przewiduje inny skutek.

#### Skutki ogłoszenia upadłości co do zobowiązań upadłego w razie ogłoszenia upadłości z możliwością zawarcia układu
Po ogłoszeniu upadłości z możliwością zawarcia układu, upadły ani zarządca nie mogą spełniać świadczeń, które z mocy ustawy są objęte układem.
Za zgodą sędziego-komisarza mogą być spełniane świadczenia wynikające z zobowiązań powstałych po dniu ogłoszenia upadłości oraz tych zobowiązań powstałych przed ogłoszeniem upadłości, które są objęte układem za zgodą wierzycieli, jeżeli jest to niezbędne do prowadzenia działalności gospodarczej lub podniesienia efektywności przedsiębiorstwa upadłego.
W czasie trwania postępowania aż do jego umorzenia lub zawarcia układu albo zmiany postanowienia o ogłoszeniu upadłości z możliwością zawarcia układu na postanowienie o ogłoszeniu upadłości obejmującej likwidację majątku upadłego, wierzyciel, bez zgody rady wierzycieli, nie może wypowiedzieć umowy najmu lub dzierżawy lokalu lub nieruchomości, w których prowadzone jest przedsiębiorstwo upadłego (dotyczy to także umów leasingu, ubezpieczeń majątkowych, umów rachunku bankowego, umów poręczeń i gwarancji bankowych oraz akredytyw, jak również umów obejmujących licencje udzielone upadłemu). Układ może ustanowić zakaz wypowiedzenia tych umów do czasu wykonania układu.

#### Skutki ogłoszenia upadłości co do zobowiązań upadłego w razie ogłoszenia upadłości obejmującej likwidację majątku upadłego
Zobowiązania pieniężne upadłego, których termin płatności świadczenia jeszcze nie nastąpił, stają się wymagalne z dniem ogłoszenia upadłości. Zobowiązania majątkowe niepieniężne zmieniają się z dniem ogłoszenia upadłości na zobowiązania pieniężne i z tym dniem stają się płatne, chociażby termin ich wykonania jeszcze nie nastąpił.
Roszczenie wynikające z umowy zawartej w wyniku przyjęcia oferty złożonej przez upadłego może być przez wierzyciela dochodzone w postępowaniu upadłościowym tylko wtedy, gdy oświadczenie o przyjęciu oferty zostało złożone upadłemu przed dniem ogłoszenia upadłości.
Zawarte przez upadłego umowy zlecenia lub komisu, w których upadły był dającym zlecenie lub komitentem, a także umowy o zarządzanie papierami wartościowymi upadłego wygasają z dniem ogłoszenia upadłości. Umowa agencyjna wygasa z dniem ogłoszenia upadłości jednej ze stron.

### Skutki ogłoszenia upadłości co do spadków nabytych przez upadłego
Jeżeli do spadku otwartego po ogłoszeniu upadłości powołany zostaje upadły, spadek wchodzi do masy upadłości. Syndyk, nadzorca sądowy albo zarządca nie składają oświadczenia o przyjęciu spadku, a spadek uważa się za przyjęty z dobrodziejstwem inwentarza.

### Wpływ ogłoszenia upadłości na stosunki majątkowe małżeńskie upadłego
W razie ogłoszenia upadłości jednego z małżonków wspólność ustawowa między małżonkami ustaje z mocy prawa z dniem ogłoszenia upadłości, a majątek wspólny wchodzi do masy upadłości. Podział majątku wspólnego po ogłoszeniu upadłości jednego z małżonków jest wyłączony.

## Przebieg postępowania po ogłoszeniu upadłości obejmującej likwidację majątku upadłego
Po ogłoszeniu upadłości obejmującej likwidację majątku upadłego można wyróżnić następujące etapy postępowania:
1. objęcie majątku upadłego w zarząd przez syndyka;
2. ustalenie przez syndyka składu masy upadłości, sporządzenie spisu inwentarza wraz z oszacowaniem i planu likwidacyjnego;
3. likwidacja majątku upadłego, i równocześnie: sporządzenie i zatwierdzenie listy wierzytelności na podstawie zgłoszeń wierzytelności i wpisów w rejestrach;
4. ustalenie planu (planów) podziału i ich zatwierdzenie;
5. wykonanie planu (planów) podziału;
6. stwierdzenie zakończenia postępowania upadłościowego przez sąd upadłościowy.

## Przebieg postępowania po ogłoszeniu upadłości z możliwością zawarcia układu
Po ogłoszeniu upadłości z możliwością zawarcia układu można wyróżnić następujące etapy postępowania:
1. ustalenie przez nadzorcę sądowego lub przez upadłego składu masy upadłości, sporządzenie spisu inwentarza wraz z oszacowaniem;
2. składanie propozycji układowych (o ile wcześniej nie zostały złożone), najpóźniej w terminie trzech miesięcy od dnia ogłoszenia upadłości;
3. sporządzenie i zatwierdzenie listy wierzytelności na podstawie zgłoszeń wierzytelności i wpisów w rejestrach;
4. zgromadzenie wierzycieli i głosowanie nad układem;
5. w przypadku odrzucenia układu: zmiana trybu postępowania na upadłość obejmującą likwidację majątku dłużnika, a w przypadku przyjęcia układu – zatwierdzenie układu przez sąd i wygaśnięcie mandatu nadzorcy sądowego;
6. wykonywanie układu przez upadłego (w przypadku uchylenia układu: zmiana trybu postępowania na upadłość obejmującą likwidację majątku dłużnika);
7. stwierdzenie wykonania układu przez sąd upadłościowy.

## Odrębne postępowania upadłościowe
Prawo upadłościowe przewiduje odstępstwa od ogólnych zasad postępowania upadłościowego:
- jeśli wszczęcie postępowania upadłościowego nastąpiło po śmierci niewypłacalnego dłużnika;
- wobec deweloperów;
- wobec banków i spółdzielczych kas oszczędnościowo-kredytowych;
- wobec zakładów ubezpieczeń i zakładów reasekuracji;
- wobec emitentów obligacji;
- wobec osób fizycznych nieprowadzących działalności gospodarczej (upadłość konsumencka).

W tych przypadkach postępowanie upadłościowe prowadzi się z uwzględnieniem przepisów szczególnych, ujętych w części trzeciej ustawy. Tytułem przykładu, wniosek o upadłość banku może zgłosić jedynie Komisja Nadzoru Finansowego, zaś w przypadku upadłości dewelopera powołuje się dodatkowy organ w postaci zgromadzenia nabywców lokali mieszkalnych.

## Środki odwoławcze w postępowaniu upadłościowym
Zażalenie przysługuje na postanowienia sądu kończące postępowanie oraz w przypadkach określonych w ustawie. Według prawa upadłościowego zażalenie przysługuje na następujące postanowienia sądu:
- o ogłoszeniu upadłości oraz oddalające wniosek o ogłoszenie upadłości;
- co do sposobu zabezpieczenia;
- o zatwierdzeniu układu;
- w przedmiocie wynagrodzenia syndyka, nadzorcy sądowego i zarządcy oraz o zwrocie pobranych zaliczek i zwrocie wydatków, jak również wynagrodzenie zastępcy syndyka, zastępcy nadzorcy sądowego, zastępcy zarządcy oraz o zwrocie wydatków poniesionych przez ostatnio wymienionych;
- o zmianie postanowienia o ogłoszeniu upadłości z możliwością zawarcia układu na postanowienie o ogłoszeniu upadłości obejmującej likwidację majątku upadłego i ustanowienie syndyka;
- o odmowie zatwierdzenia układu;
- o stwierdzeniu umorzenia postępowań egzekucyjnych i zabezpieczających oraz utratę sądowych tytułów wykonawczych i egzekucyjnych;
- w przedmiocie wykonania układu;
- o wszczęciu postępowania o zmianę układu;
- o uchyleniu układu;
- w sprawie zarzutów przeciwko planowi podziału;
- o umorzeniu całości lub części zobowiązań upadłego;
- o zakazie prowadzenia działalności gospodarczej;
- o odmowie wydania zezwolenia zarządcy zagranicznemu na likwidację majątku upadłego znajdującego się na terenie Rzeczypospolitej Polskiej;
- o ogłoszeniu upadłości banku;
- o zakazie wszczęcia postępowania naprawczego;
- o zatwierdzeniu układu w postępowaniu naprawczym.

Niedopuszczalne jest natomiast wniesienie skargi kasacyjnej od postanowień sądu II instancji (ze względu na zapewnienie szybkości postępowania). Wyjątki od tej zasady są następujące, skarga kasacyjna jest dopuszczalna:
- od postanowień sądu drugiej instancji w kwestii umorzenia całości lub części zobowiązań upadłego (art. 369 ust. 3),
- od postanowień sądu drugiej instancji, orzekających pozbawienie na okres od trzech do dziesięciu lat prawa prowadzenia działalności gospodarczej na własny rachunek oraz pełnienia funkcji członka rady nadzorczej, reprezentanta lub pełnomocnika w spółce handlowej, przedsiębiorstwie państwowym lub spółdzielni, osoby, która ze swej winy dokonała zaniedbań określonych w art. 372 ust. 1,
- od postanowień sądu drugiej instancji, orzekających zakaz prowadzenia działalności gospodarczej, o którym mowa w art. 372, także wobec dłużnika będącego osobą fizyczną, jeżeli niewypłacalność dłużnika jest następstwem jego celowego działania lub rażącego niedbalstwa (art. 373 ust. 1).